# Yaguine
Yaguine est une localité chef-lieu de la commune urbaine malienne, située dans le pays de la Diafounous, de Toya, dans la cercle de Yélimané, et la région de Kayes, dans l'ouest Malienne.

## Géographie
La localité de Yaguine est située au nord de la route nationale RN 23 (axe Kayes-Yélimané) à 23 km, à l'ouest du chef-lieu de cercle Yélimané et à 133 km au nord-est du chef-lieu régional Kayes. Elle est drainée par les rivières Térékoulé et Halane.

## Source
- (en) Cet article est partiellement ou en totalité issu de l’article de Wikipédia en anglais intitulé « Yaguine » (voir la liste des auteurs).